# Cratere Krylov
Krylov è un cratere lunare di 49,83 km situato nella parte nord-orientale della faccia nascosta della Luna.
Il cratere è dedicato all'ingegnere sovietico Alexei Krylov.

## Crateri correlati
Alcuni crateri minori situati in prossimità di Krylov sono convenzionalmente identificati, sulle mappe lunari, attraverso una lettera associata al nome.
| Krylov | Coordinate             | Diametro (in km) |
| ------ | ---------------------- | ---------------- |
| A      | 38°32′24″N 165°12′36″W | 66,45            |
| B      | 36°55′48″N 163°57′36″W | 38,36            |